# Albanian Airlines
Albanian Airlines war eine albanische Fluggesellschaft mit Sitz in Tirana und Basis auf dem Flughafen Tirana.

## Geschichte

Das ehemalige Logo der Albanian Airlines

Gegründet wurde das Unternehmen 1992 als ein Joint Venture zwischen Tyrolean Airways und dem albanischen Staatsunternehmen Albtransport, das auch den Flughafen Tirana betrieb. Die Neugründung operierte damals mit einer einzigen Iljuschin Il-18, die die Regierung stellte. Als moderner Typ kam eine De Havilland DHC-8-100 von Tyrolean hinzu. Nach Ausstieg des österreichischen Investors wurde die Airline 1996 mit einem kuwaitischen Partner restrukturiert. Dieser besorgte einen Airbus A320-200 von der ägyptischen Shorouk Air. Doch die Auslastung ließ zu wünschen übrig und so war eine weitere kuwaitische Finanzspritze notwendig. Zudem konzentrierte man sich wieder auf russische Flugzeugtypen, die von der bulgarischen Hemus Air samt Besatzung gestellt wurden.
Im Jahr 2001 bestand die Flotte aus vier Tupolew Tu-134, mit denen von Tirana aus Bologna, Frankfurt, Istanbul, Priština, Rom und Zürich angeflogen wurden. Im Juli 2001 erwarb Albanian Airlines ihre erste BAe 146-200, da viele Flughäfen mit den lauten Tupolews nicht mehr angeflogen werden durften. In den Jahren 2003 und 2004 wurden je eine weitere BAe 146-100 und BAe 146-300 gekauft, die alle von Hemus Air betrieben werden. Ab 2008 wurde eine ehemalige MD-82 von American Airlines geleast.
Im Sommer 2009 wurde Albanian Airlines an die EVSEN-Gruppe aus Aserbaidschan verkauft. Diese unterzog die Fluggesellschaft, die auch auf dem Heimatmarkt nie richtig Fuß fassen konnte und ernsthafte Konkurrenz durch neue albanische Airlines erfahren hatte, in der Folge einer grundlegenden Umstrukturierung und Modernisierung. Die Airline erhielt ein neues Logo, neue Flugzeuge sollten zur Flotte stoßen und ab November 2009 sollten neue Ziele in Westeuropa, Italien und in den Vereinigten Arabischen Emiraten angeflogen werden.
Am 20. Juni 2011 wurde der Inhaber der EVSEN-Gruppe, Ali Evsen, zusammen mit Hussein Salem, einem engen Vertrauten des ehemaligen ägyptischen Präsidenten Husni Mubarak, in Spanien wegen des Verdachts der Geldwäsche verhaftet. Im November 2011 entzog die albanische Luftaufsichtsbehörde der Albanian Airlines bis auf Weiteres die Lizenz wegen des schlechten technischen Zustands der Flugzeuge und daraus resultierenden Sicherheitsbedenken.

## Flugziele
Albanian Airlines flog von Tirana zuletzt nach Italien sowie nach London und Istanbul.

## Flotte

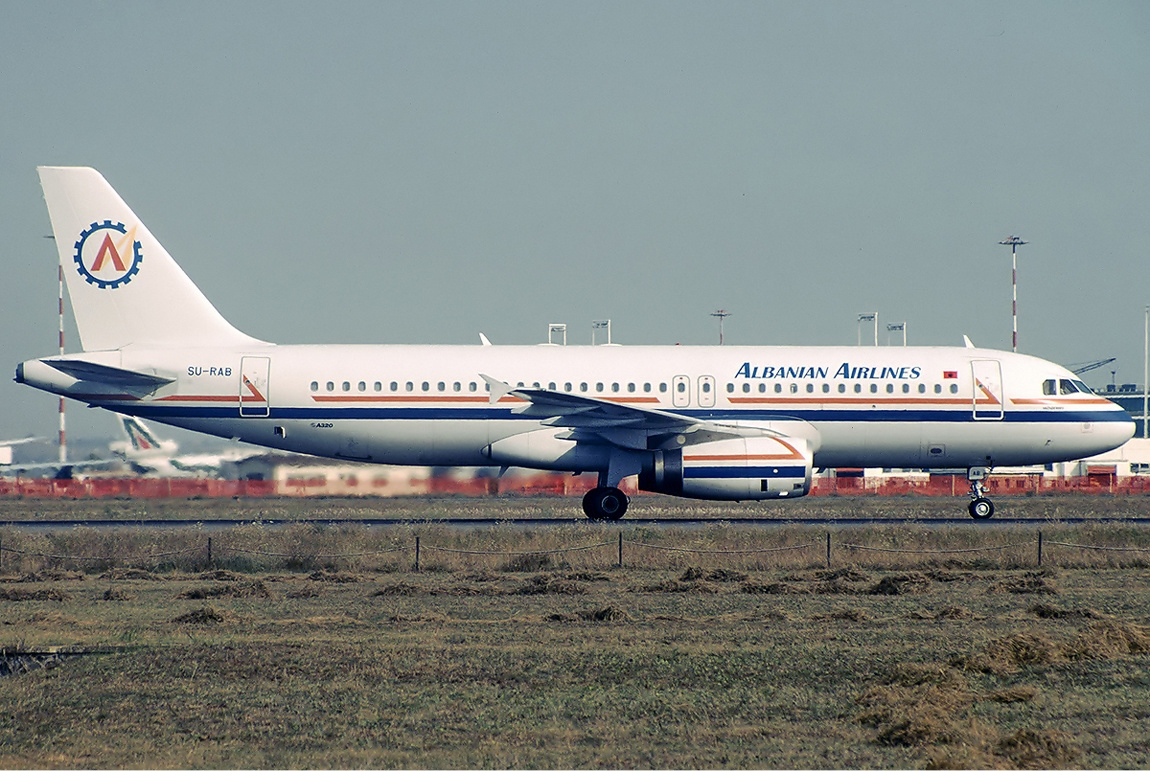
Ehemaliger A320 der Albanian Airlines in alter Lackierung

Mit Stand November 2011 bestand die Flotte der Albanian Airlines aus drei Flugzeugen mit einem Durchschnittsalter von 22,5 Jahren:
- 1 BAe 146-200
- 2 BAe 146-300

## Logo
Das in rot und blau gehaltene Logo besteht aus zwei hintereinanderstehenden Bögen, die ein abstrahiertes A darstellen, und dem folgenden Namen des Unternehmens. Das alte Logo zeigte ein abstrahiertes rotes A mit einem in Fahrtrichtung gekippten gelben Schatten in einem blauen Zahnrad.